# 슈퍼다다다
슈퍼다다다는 하이원 엔터테인먼트가 서비스했던 온라인 달리기 게임이다. 한게임의 테일즈런너, 넥슨의 카트라이더와 비교되는 게임이었다. 2011년 12월 28일에 1년 동안의 운영을 마치고 서비스 종료되었다.

## 조작 방법
십자 버튼으로 이동을 하며 X 버튼으로 점프를 하고, 일정 이상 게이지가 채워져 있을 때엔 슈퍼점프 (2단 점프)가 가능하다. 게이지가 조금이라도 채워져있으면 Z 버튼을 연타로 눌러서 열혈 달리기(부스트)를 할 수 있게 되어있다. 아이템전의 경우 A와 S 버튼을 통해 받은 아이템을 사용할 수 있다.